# Ralliement de Saint-Pierre-et-Miquelon à la France libre
Le ralliement de Saint-Pierre-et-Miquelon à la France libre, le 24 décembre 1941, est une opération de la Seconde Guerre mondiale menée par l'amiral Muselier des Forces navales françaises libres sur l'ordre du général de Gaulle.

## Contexte
Depuis l'armistice du 22 juin 1940 et l'occupation partielle de la France métropolitaine par les Allemands, l'administration de l'île est sous le contrôle du gouvernement de Vichy, représenté par l'administrateur Gilbert de Bournat et par l'amiral Robert, Haut-commissaire pour les possessions françaises en Amérique (Guyane, Antilles et Saint-Pierre). L'accord Greenslade-Robert du 6 août 1940 règle les relations franco-américaines sur la base d'un statu quo dans la région. En dépit de l'attaque de Pearl Harbor et de la déclaration de guerre de l'Allemagne aux États-Unis le 11 décembre 1941, le statu quo est de nouveau confirmé par les accords Horne-Robert le 17 décembre 1941.
L'île dispose d'un puissant poste émetteur radio et d'un câble transatlantique. Ces moyens de communication confèrent à l'île une position stratégique à l'entrée du Saint-Laurent. Certains craignent des vues annexionnistes du Canada voisin sur l'archipel,.   Avec l'aval de Washington, le Canada avait préparé un projet de débarquement pour prendre possession de Saint-Pierre-et-Miquelon. Plusieurs arguments furent avancés, parmi lesquels des émissions radio qui se faisaient l'écho de la propagande de Vichy. Certains, dont l'amiral Muselier, avancèrent même que cette station radio aidait les U-Boots allemands présents sur les bancs de Terre-Neuve,. Le 3 novembre 1941, Norman Robertson (en), sous-secrétaire d'État canadien, informe l'ambassadeur américain Moffatt que des agents déployés à St-Pierre auraient à surveiller tous les messages envoyés et reçus.
Le Premier-ministre canadien William Lyon Mackenzie King ne permit pas l'exécution du projet de débarquement .

## Déroulement
En novembre 1941, de Gaulle envoie l'amiral Muselier au Canada dans le but de préparer une opération sur l'île. Le 12 décembre Muselier est à Halifax en Nouvelle-Écosse où il regroupe ses moyens militaires : le sous-marin Surcouf et les trois corvettes Mimosa, Aconit et Alysse. Avant de passer à l'action, Muselier sollicite l'avis des gouvernements canadien et américain. Les États-Unis donnent une réponse défavorable, le jour même des accords Horne-Robert. De Gaulle décide de passer outre et donne l'ordre à Muselier d'exécuter cette opération,.
Malgré son désaccord, l'amiral Muselier s'exécute et orchestre le ralliement de l'archipel, à l'insu et contre l'avis des autorités américaines et canadiennes, mais avec un premier assentiment de Winston Churchill. Le 23 décembre, la flottille française appareille sous prétexte d'entraînement avec 230 hommes. Elle aborde les îles le 24 à trois heures du matin. Face à une poignée de gendarmes, l'affaire est réglée en vingt minutes sans un coup de feu. Le lendemain, une consultation est organisée auprès de la population qui donne une majorité de 98,2 % des suffrages exprimés (77,4 % des inscrits) en faveur de la France libre,. Alain Savary, qui a participé à l'opération, est nommé gouverneur de l'archipel. Roger Birot, qui commande la division des trois corvettes, y est nommé commandant provisoire de la marine. Saint-Pierre-et-Miquelon est ainsi l'une des premières terres françaises ralliées à la France libre.
Les Américains sont furieux et dès le 25 décembre, Cordell Hull, le secrétaire d'État des États-Unis, publie une déclaration : « […] l'action entreprise par trois bâtiments des soi-disant Français libres à Saint-Pierre et Miquelon était une action arbitraire, contraire à l'agrément de toutes les parties intéressées. » Et la radio américaine transmet son communiqué : « […] l'action entreprise à Saint-Pierre et Miquelon par les navires prétendus Français libres, l'a été sans que le gouvernement des États-Unis en ait eu au préalable connaissance et sans qu'il y ait aucunement donné son consentement. » Les États-Unis envisageront d'intervenir militairement avant d'y renoncer devant l'attitude ferme de Muselier et celle favorable aux Français libres de leur propre opinion publique ; opinion publique très satisfaite en particulier par le fait que la radio de Vichy cesse ses émissions et que les sous-marins allemands, qui attaquaient les convois alliés de l'Atlantique, ne puissent plus profiter de ses messages codés. L'expression « soi-disant » employée par Cordell Hull au sujet des Français Libres fut jugée  choquante « par presque tout le monde ».

## Conséquences
L'affaire du 24 décembre 1941 fit couler beaucoup d'encre. Winston Churchill, qui se trouvait à Washington pour rencontrer le président Roosevelt depuis le 22 décembre 1941 et pour trois semaines s'étonnera dans ses mémoires de la réaction disproportionnée de Cordell Hull face à cet incident mineur, car il avait donné, avant son départ pour les États-Unis, un premier assentiment à de Gaulle sur ce projet,, en jugeant que : « Les forces navales de la France Libre étaient parfaitement capables de mener cette opération à bien et le Foreign Office n'y vit aucun inconvénient. ». En réalité, la crise diplomatique s'éteindra très vite devant la situation autrement redoutable sur les autres théâtres d'opérations, notamment dans le Pacifique. Toutefois, cet incident alimentera la méfiance de Roosevelt envers de Gaulle avec des conséquences sur leurs relations jusqu'à la fin de la guerre.